# Художественный музей префектуры Окинава
Художественный музей префектуры Окинава  (яп. 沖縄県立博物館・美術館 Okinawa Kenritsu Hakubutsukan Bijutsukan)- музей в самой южной префектуре Японии. Музейный комплекс в районе Оморо-мати города Наха, столицы префектуры Окинава. Он открылся в ноябре 2007 года и включает в себя музеи искусства, истории и естествознания, посвященные конкретно окинавским темам.
Здание музея, построенное в основном из местного окинавского известняка, было спроектировано с учетом образов окинавских гусуку (замков). Его площадь составляет около 24 000 квадратных метров на четырех надземных уровнях и одном цокольном уровне. Художественный музей и музей истории/естественной истории расположены на противоположных сторонах общего вестибюля, и посетители могут купить входной билет в один или другой или комбинированный билет.

## История
Музей префектуры Окинава был первоначально создан в мае 1972 года после окончания американской оккупации Окинавы и ее возвращения Японии, и был по сути переименованным и реорганизованным Государственным музеем Рюкю (琉球政府立博物館), основанным в 1946 году. Музей 1975 года был основан в районе Онака-чо в Сюри, недалеко от замка Сюри, и был закрыт в 2007 году, переехав на новое место. Музей в его прежнем воплощении был посвящен истории Окинавы, естественной истории, народной жизни и смежным темам. Художественный музей, включенный в новое здание, является первым художественным музеем префектуры на Окинаве.

## Секции
В садах перед музеем есть репродукции двух окинавских зданий в традиционном стиле - склад с соломенной крышей и дом в традиционном стиле с черепичной крышей, а также ряд статуй сиса и других предметов, представляющих гончарные и керамические традиции Окинавы. Сад скульптур, расположенный за музеем, украшен большими современными произведениями искусства и выходит в большой общественный парк Синтошин.
В секцию естественной истории музея можно попасть по дорожке со стеклянным полом, которая выглядит так, как будто человек идет по кораллам, приближаясь к острову. Большой круговой экран показывает короткие фильмы о геологическом происхождении островов Рюкю, их природной среде, флоре и фауне. Несколько залов посвящены различным аспектам природной среды островов, в том числе многочисленным образцам флоры и фауны островов, обсуждению опасностей, с которыми сталкиваются коралловые рифы, и вымирающим видам, а также Минатогавскому человеку, старейшему экземпляру Homo sapiens, найденному в Восточной Азии.
Раздел «История» организован вокруг большой карты архипелага Рюкю, проецируемой на пол и подключенной к ряду компьютерных терминалов, позволяющих посетителям исследовать аспекты отдельных островов, включая спутниковые фотографии известных мест, местную флору и фауну и местную культуру. Несколько комнат исторического раздела музея охватывают всю историю Рюкю, от культуры раннего периода Дзёмон до возвращения к суверенитету Японии после оккупации США. Многочисленные артефакты, предметы искусства и их репродукции используются для иллюстрации исторических тем.
В Художественном музее есть места для специальных временных выставок, а также галереи, в которых представлены предметы из коллекции музея. Выставки посвящены ранним современным и современным произведениям искусства окинавских художников, тем, которые так или иначе связаны с Окинавой, а также ряду других работ японских, других азиатских и американских художников. Постоянные экспозиции меняются три-четыре раза в год.
Помимо основных выставочных залов, кафе, музейного магазина и зрительного зала, в музее есть обширная библиотека и «Комната практического опыта» (яп. ふれあい体験室 fureai taiken shitsu) , где посетители могут исследовать аспекты окружающей среды Окинавы и народной культуры в практической форме, включая традиционную одежду, музыкальные инструменты, такие как сансин, а также различные головоломки и игры. В музее также проводятся различные мероприятия, в том числе живые выступления, лекции и фильмы.